# The Mercury News
The Mercury News (trước đây được gọi San Jose Mercury News, người địa phương thường gọi là The Merc) là nhật báo buổi sáng được xuất bản tại San Jose, California, Hoa Kỳ. Nhà xuất bản là Tập đoàn Tin tức Vùng Vịnh (Bay Area News Group), một công ty con của Digital First Media. Tính đến  tháng 3 năm 2013, nó là nhật báo lớn thứ năm tại Hoa Kỳ, với số lượng lưu hành tới 611.194 hàng ngày.
Tờ Mercury News là nhật báo tiếng Anh duy nhất còn lại trong Thung lũng Santa Clara. Nó ra số đầu tiên vào năm 1851. Nó đổi tên thành Mercury News vào năm 1983 sau khi sáp nhập tờ báo vài lần. Nó trải qua phần lớn thế kỷ 20 là một tờ báo của hãng Knight Ridder. Vì lưu hành chủ yếu tại Thung lũng Điện tử (Thung lũng Silicon), tờ đã theo dõi những sự kiện quan trọng nhất trong lịch sử tin học và đã dẫn đầu ngành báo chí về việc xuất bản tin tức trực tuyến. Vào những năm 1990 và 2000, nó là tờ báo Mỹ đầu tiên ra số trong ba ngôn ngữ (Anh, Tây Ban Nha, Việt).

## Tên gọi

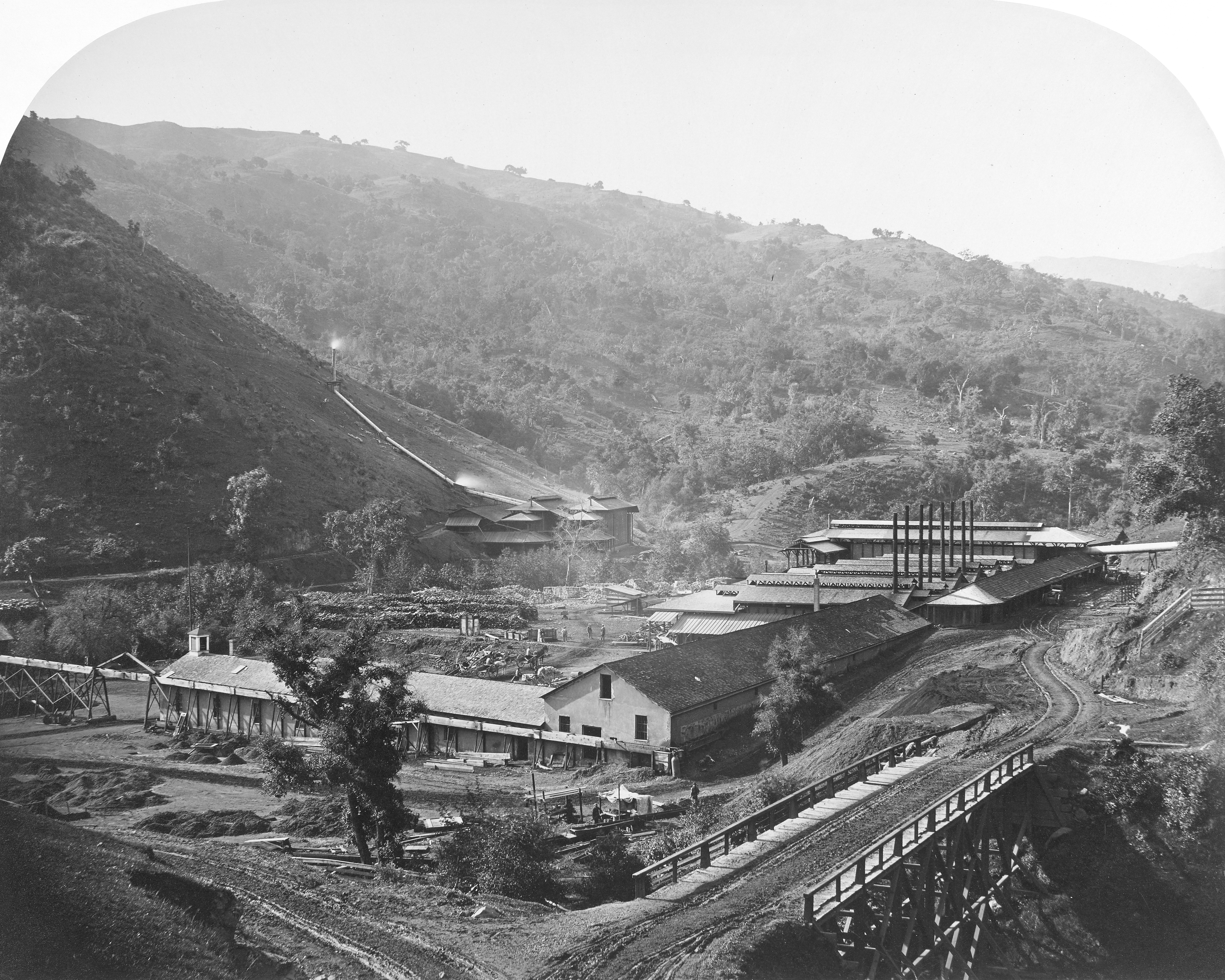
Mỏ thủy ngân New Almaden gần San Jose

Tên của tờ báo tổ hợp các tên San Jose Mercury và San Jose News, hai nhật báo sáp nhập thành tờ Mercury News năm 1983.
Tên San Jose Mercury là lộng ngữ. Từ mercury có nghĩa thủy ngân trong tiếng Anh, nên tên này gợi đến sự quan trọng của ngành mỏ thủy ngân ngày xưa. Vào thời Cơn sốt vàng California, mỏ New Almaden gần San Jose (nay là Vườn quận Almaden Quicksilver) là mỏ thủy ngân lớn nhất cả Bắc Mỹ, và thủy ngân cần thiết để khai mỏ vàng bằng sức nước. Mặt khác, trong thần thoại La Mã, Mercury cũng là thần đưa tin nhanh chóng và là sứ giả của các vị thần, nên [[Mercury (tờ báo)|tên Mercury thường được sử dụng trong tên tờ báo]] mà không nhất thiết phải gợi đến thủy ngân.

## Nội dung
Phạm vi lưu hành và nội dung địa phương của tờ báo tập trung vào các quận Santa Clara và San Mateo ở tiểu bang California. Cộng lại các tờ Mercury News, East Bay Times, Marin Independent Journal, và Silicon Valley Community Newspapers, Tập đoàn Tin tức Vùng Vịnh phục vụ phần lớn Khu vực vịnh San Francisco, ngoại trừ thành phố San Francisco.
Tờ báo ban đầu đi trước tờ Mercury News, tức tờ Weekly Visitor, mới đầu theo đảng Whig nhưng đổi qua đảng Dân chủ sau đó không lâu. Tờ báo tiếp tục có khuynh hướng bảo thủ cho đến giữa thế kỷ 20, trong thời gian đó nó ủng hộ các lãnh đạo thành phố muốn mở mang và theo đuổi một chính sách vững chắc ủng hộ phát triển bất động sản và chống công đoàn. Những năm 1970, nó theo quan điểm ôn hòa hơn đáng kể, phản ánh chủ mới và các thay đổi trong môi trường chính trị địa phương. Tờ ủng hộ John B. Anderson trong cuộc bầu cử tổng thống năm 1980 và đã ủng hộ các ứng cử viên Dân chủ trong mọi cuộc bầu cử sau 1992.

## Lịch sử

### Lịch sử ban đầu
Tờ Mercury News bắt đầu với tên khác vào năm 1851 hoặc 1852. Cơ quan lập pháp California vừa đã di chuyển thủ phủ từ San Jose đến Vallejo, làm phá sản tờ Argus và tờ State Journal (Nhật báo Tiểu bang), hai nhật báo đầu tiên của San Jose. Một tập đoàn ba nhà kinh doanh do ông John C. Emerson dẫn đầu mua lại máy in của các tờ báo này để sáng lập tuần báo San Jose Weekly Visitor (Tuần báo Người đến thăm San Jose). Tờ Weekly Visitor mới đầu theo đảng Whig nhưng đổi qua đảng Dân chủ sau đó không lâu. Nó đổi tên thành Santa Clara Register (Sổ Santa Clara) năm 1852. Năm sau, ông F. B. Murdoch tiếp quản tờ báo và sáp nhập nó vào tờ San Jose Telegraph (Thư từ xa San Jose). Ông W. A. Slocum tiếp quản tờ Telegraph năm 1860 và sáp nhập nó với tờ San Jose Mercury hoặc Weekly Mercury thành tờ Telegraph and Mercury. Sau đó, ông William N. Slocum xóa từ Telegraph khỏi tên. Vào lúc đó, tờ Mercury là một trong hai tờ báo xuất bản tại San Jose.

### Thời Owen sở hữu

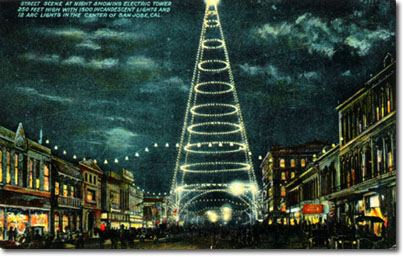
Bưu thiếp có hình vẽ tháp đèn điện tử San Jose

Ông James Jerome Owen, cựu hạ nghị sĩ Tiểu bang New York đến California kiếm vàng, trở thành chủ báo Mercury vào mùa xuân năm 1861, sau đó giành đủ cổ phần để quản lý tờ báo cùng với ông Benjamin H. Cottle. Tờ ra số hàng ngày dưới tên San Jose Daily Mercury cho ba tháng vào mùa thu năm 1861, rồi từ tháng 8 năm 1869 đến tháng 4 năm 1870 sau khi ông J. J. Conmy tham gia làm hội viên, và lần nữa từ ngày 11 tháng 3 năm 1872, sau khi mua tờ Daily Guide (Cẩm nang Hàng ngày). Năm 1878, Owen sáng lập Công ty Ấn hành Mercury (Mercury Printing and Publishing Company).
Năm 1881, ông Owen đề nghị dựng lên tháp đèn ban đêm (moonlight tower) để chiếu sáng cả thành phố San Jose. Tháp đèn điện tử San Jose được khánh thành cùng năm. Tờ Mercury khoe rằng San Jose là thành phố đầu tiên có đèn điện tử về phía tây của dãy núi Rocky.
Tờ Mercury sáp nhập với Công ty Xuất bản Times năm 1884. Vào một thời gian ngắn, các tờ Daily Morning Times và Daily Mercury trở thành Times-Mercury, trong khi các tờ Weekly Times và Weekly Mercury trở thành Times-Weekly Mercury. Năm 1885, cả hai tờ báo đổi tên lại thành San Jose Mercury. Cùng năm đó, ông Owen bán cổ phần tờ báo và bỏ đi San Francisco.

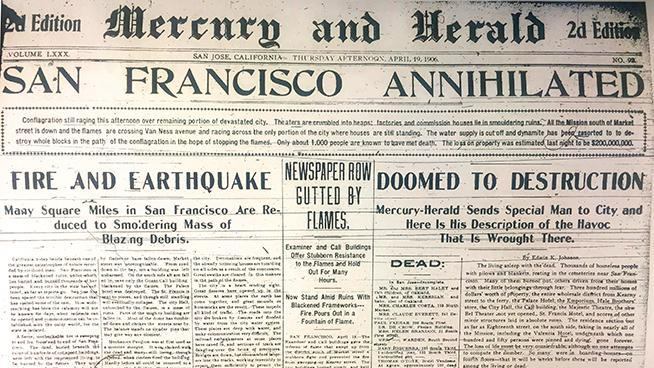
Trang đầu số Mercury and Herald buổi chiều ngày 19 tháng 4 năm 1906 miêu tả tình trạng "tiêu diệt" sau trận động đất tại San Francisco, kể sự phá hủy của các nhà in của tờ Examiner và tờ Call.

### Thời anh em nhà Hayes sở hữu
Cuối năm 1900, ông Everis A. Hayes và em Jay mua tờ Mercury. Sau đó, vào tháng 8 năm 1901, hai anh em cũng mua nhật báo buổi chiều San Jose Daily Herald và sáng lập Công ty Mercury Herald. Năm 1913, hai tờ báo được hợp nhất thành một nhật báo buổi sang, San Jose Mercury Herald.
Năm 1942, Công ty Mercury Herald mua tờ San Jose News (thành lập năm 1851) nhưng tiếp tục xuất bản cả hai nhật báo, Mercury Herald buổi sáng và tờ News buổi chiều, và số chủ nhật hợp nhất với tên Mercury Herald News. Tên Herald bị xóa vào năm 1950.

### Thời Ridder sở hữu
Công ty Northwest Publications của Herman Ridder (về sau là Ridder Publications) mua lại các tờ Mercury và News năm 1952. Vào giữa thế kỷ 20, các tờ báo có khuynh hướng bảo thủ và ủng hộ mở mang. Chủ báo Joe Ridder khen ngợi chương trình phát triển của Quản đốc thành phố San Jose A. P. Hamann, chương trình này chú trọng vào sự bành trướng đô thị (urban sprawl) trong biên giới thành phố càng mở rộng. Ông Ridder biết rằng dân số càng tăng lên thì càng nhiều người mua tờ báo và càng nhiều tiệm quảng cáo trong tờ báo. Tờ báo ủng hộ một loạt trái phiếu nợ chung (general obligation bond) có giá 134 triệu Mỹ kim (bằng 690 triệu Mỹ kim vào năm 2022), phần lớn được sử dụng để xây dựng cơ sở hạ tầng vì lợi ích của các nhà phát triển bất động sản. Nó cũng ủng hộ sửa đổi hiến chương thành phố để tổ chức cuộc bầu cử thị trưởng trực tiếp và bãi bỏ các cuộc bỏ phiếu tín nhiệm cho quản đốc. Tính đến năm 1967, tờ Mercury đã lên hạng sáu nhật báo buổi sáng trong nước Mỹ theo số lượng lưu hành, nhờ mở mang ra ngoại ô không bị kiềm chế, trong khi tờ News in nhiều quảng cáo hơn mọi nhật báo buổi chiều trong nước.

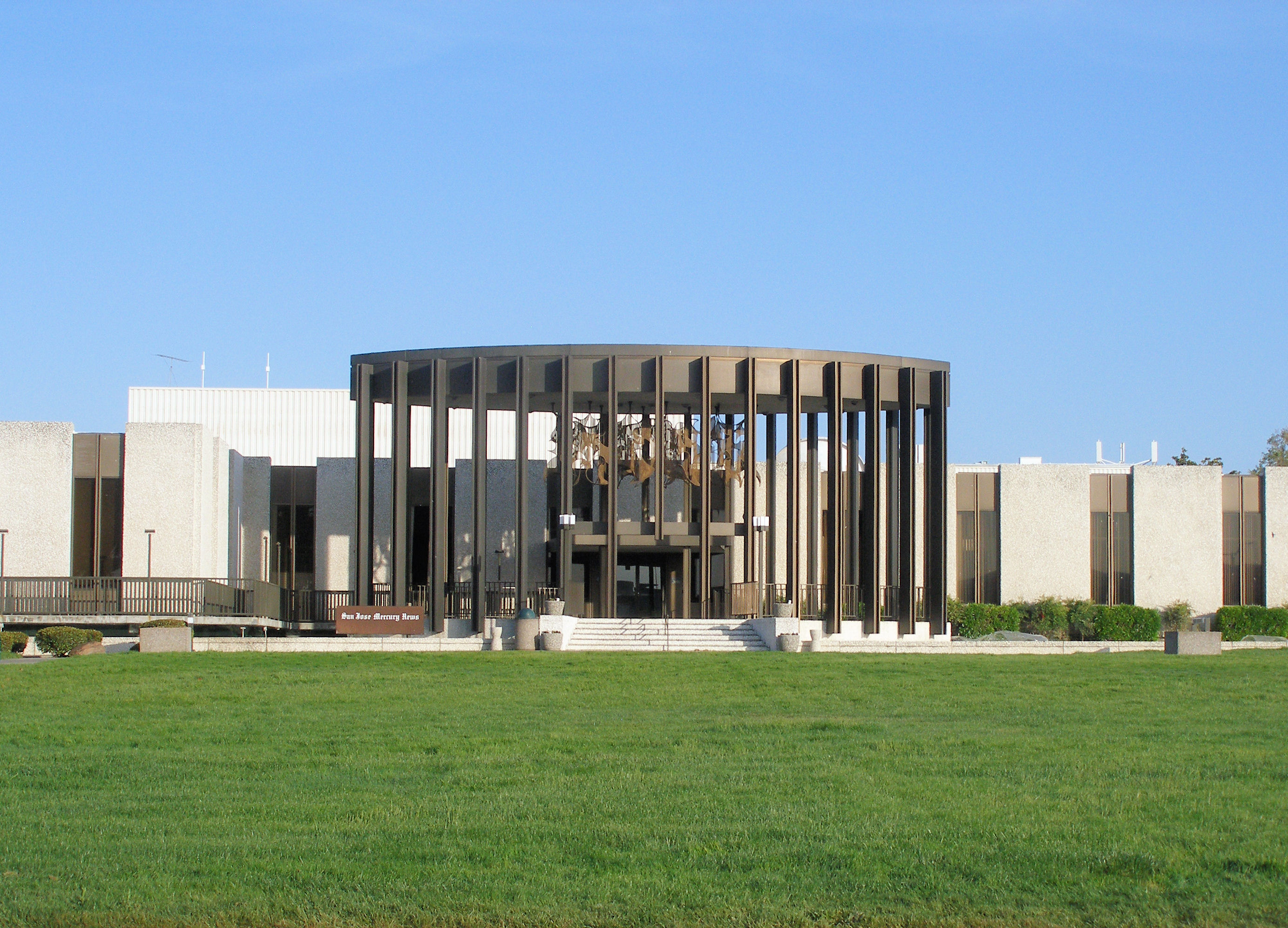
Trụ sở Mercury News từ 1967 đến 2014 hiện là trụ sở của hãng phần cứng máy tính Supermicro.

Tháng 2 năm 1967, các tờ Mercury và News bỏ trụ sở chật hẹp (ngày xưa là tiệm tạp hóa) tại trung tâm San Jose và khánh thành trụ sở mới có diện tích 15 hécta (37 mẫu Anh) ở vùng ngoại ô Bắc San Jose. Tòa nhà chính có diện tích 17.200 mét vuông (185.000 foot vuông) và chứa đủ máy in để phục vụ dân số bùng nổ. Khu tòa nhà này có giá 1 triệu Mỹ kim (bằng 5,63 triệu Mỹ kim vào năm 2022) và được coi là nhà máy in báo một tầng lớn nhất trên thế giới. Các nhà lãnh đạo thành phố chỉ trích việc di chuyển này là tượng trưng cho sự sa sút đô thị (urban decay) tại trung tâm San Jose.

### Thời Knight Ridder sở hữu
Năm 1974, hãng Ridder sáp nhập với hãng Knight Newspapers thành Knight Ridder. Ông Joe Ridder bị bắt phải về hưu vào năm 1977. Cháu của ông, P. Anthony "Tony" Ridder, kế tiếp ông làm chủ báo. Ông Tony Ridder chú trọng tăng lên chất lượng của bài tin tức để phản ánh tiếng tăm điều tra nghiên cứu của Knight.
Trong thời Knight Ridder sở hữu, các tờ báo có quan điểm ôn hòa hơn, chúng không còn ủng hộ mở mang và chống công đoàn mạnh mẽ như trước, và các bài báo về vấn đề địa phương từ từ cân bằng hơn. Ban xã luận chỉ diễn đạt phản đối nhỏ đối với đề luật năm 1978 bãi bỏ các bầu cử toàn thành phố (at large) cho hội đồng thành phố, kiểu bầu cử này được coi là có ích cho các nhà phát triển bất động sản giàu có, và thay thế bằng khu bầu cử hội đồng thành phố. Tờ báo cũng ủng hộ việc Khu học chánh thống nhất San Jose kết thúc phân chia chủng tộc và vào năm 1978 phản đối Đề luật 13. Vào những năm 1980, ông Ridder và Quỹ Knight hỗ trợ chương trình của Thị trưởng Tom McEnery để tái phát triển trung tâm thành phố, bao gồm xây dựng sân vận động khúc côn cầu San Jose Arena và viện bảo tàng kỹ thuật The Tech Museum of Innovation.

Biểu trưng San Jose Mercury News từ 1983 đến 2016

Năm 1983, tờ Mercury và tờ News trở thành các số biểu sáng và buổi chiều của tờ San Jose Mercury News. Ông Jay T. Harris trở thành biên tập viên vào năm 1994. Số buổi chiều đình bản năm sau, sau đó chỉ có số buổi sáng.
Những năm 1980 và 1990, các số chủ nhật của Mercury News bao gồm tạp chí phụ trương West.

#### Thời sự của dân tộc thiểu số
Những năm 1990, tờ Mercury News được công nhận toàn quốc vì nỗ lực viết thêm bài về các dân tộc thiểu số địa phương, và nó mướn phóng viên gốc Việt lần đầu tiên. Năm 1994, nó mở văn phòng tại Hà Nội, đây là văn phòng đầu tiên của nhật báo Mỹ tại Việt Nam sau Chiến tranh Việt Nam. (Chỉ có thông tấn xã Associated Press và các nhật báo Mercury News và Los Angeles Times mở văn phòng tại Việt Nam.) Phóng viên trở về Mỹ từ Hà Nội để tổ chức buổi họp mặt town hall hàng năm với cộng đồng gốc Việt tại San Jose. Ban đầu cộng đồng biểu tình cho rằng tờ báo dính líu với chính quyền Cộng sản tại Việt Nam bằng cách mở văn phòng này.

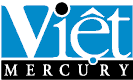
Biểu trưng Việt Mercury từ 1999 đến 2005

Tờ Mercury News khởi đầu tuần báo miễn phí tiếng Tây Ban Nha Nuevo Mundo (Tân Thế giới) vào năm 1996 và tuần báo miễn phí tiếng Việt Việt Mercury vào năm 1999. Việt Mercury là tờ báo tiếng Việt đầu tiên được xuất bản bởi nhật báo tiếng Anh. Nó cạnh tranh với một "làng báo" có 14 tờ báo cộng đồng người gốc Việt làm chủ, bao gồm bốn nhật báo.

#### Phát triển bên cạnh ngành điện tử
Tờ Mercury News được lợi vì là nhật báo lớn duy nhất trong Thung lũng Điện tử vào thời bong bóng dot-com. Các bài tin tức về ngành điện tử và tin học của thung lũng thu hút độc giả từ khắp thế giới và dẫn đầu ngành báo chí kinh doanh. Tạp chí Time gọi Mercury News là tờ báo giỏi nhất cả nước về kỹ thuật. Sự phát triển của ngành tin học làm cho càng ngày phần rao vặt của tờ báo càng dày hơn, nhất là các mục tuyển dụng "cần người". Tờ Mercury News là một trong những tờ báo hạng nhất trong nước về số lượng quảng cáo trong thời gian 20 năm.
Tờ Mercury News là một trong những nhật báo Mỹ đầu tiên có dịch vụ trực tuyến và là nhật báo đầu tiên cung cấp bài báo đầy đủ và tin nóng trực tuyến. Nó sáng lập dịch vụ Mercury Center trên America Online vào năm 1993 và trang Web tin tức đầu tiên của nước Mỹ vào năm 1995 (xem § Trực tuyến). Dịch vụ Mercury Center trên AOL đóng cửa vào tháng 7 năm 1996, nhưng trang Web vẫn còn lại.

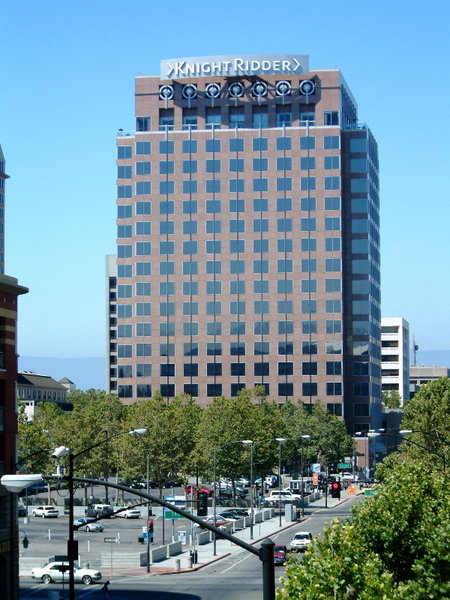
Công ty mẹ của tờ Mercury News đóng tại Tòa nhà Knight-Ridder ở trung tâm thành phố San Jose từ 1998 đến 2006.

Vào đỉnh cao vào cuối thập niên 1990, tờ Mercury News có 400 nhân viên trong phòng báo, 15 văn phòng, doanh thu hàng năm tới 288 triệu Mỹ kim, và tỷ lệ lãi ròng hơn 30%. Năm 1998, Knight Ridder di chuyển trụ sở từ Miami đến Tòa nhà Knight-Ridder tại San Jose, điều này được coi là công nhận vai trò quan trọng của tin tức trực tuyến trong tương lai của công ty. Mercury Center hủy bỏ bức tường phí (paywall) vào tháng 5 năm 1998, sau khi đạt đến 1,2 triệu người khác nhau thăm trang hàng tháng vào năm trước. Tính đến năm 2000, tờ báo có số lượng lưu hành chủ nhật tới 327.000 số và doanh thu hàng năm tới 341 triệu Mỹ kim, trong số đó 118 triệu Mỹ kim là do mục tuyển dụng. Năm 2001, số lượng lưu hành lên tới 289.413 số hàng ngày và 332.669 vào chủ nhật.

#### Thời phong phú kết thúc
Sự sụp đổ của bong bóng dot-com hư hại phần rao vặt từng trợ cấp các hoạt động của tờ báo. Hơn nữa, các tờ báo khắp nước bắt đầu phải cạnh tranh cho mục tuyển dụng với các trang như Monster.com, CareerBuilder, và Craigslist. Knight Ridder thực hiện vào lượt sa thải tại các tờ báo của công ty, gây ông Harris từ chức chủ báo vào năm 2001.
Việc cắt giảm chi phí bắt đầu có ảnh hướng đến các chương trình đặc biệt mà tờ báo bắt đầu vào những năm 1990. Tháng 6 năm 2005, tờ báo đóng cửa văn phòng Hà Nội. Ngày 21 tháng 10, nó cũng tuyên bố đình bản tờ Nuevo Mundo và bán tờ Việt Mercury cho một tập đoàn nhà kinh doanh người Mỹ gốc Việt. Tuy nhiên, cuộc đàm phán bị thất bại và tờ Việt Mercury xuất bản số cuối cùng vào ngày 11 tháng 11 năm 2005. Tờ Nuevo Mundo được thay thế trên thực tế bằng tờ Fronteras de la Noticia, tờ này chỉ có nội dung trích dẫn từ tờ Contra Costa Times của Knight Ridder do một hãng thuê ngoài Mễ dịch ra tiếng Tây Ban Nha.
Tính đến tháng 3 năm 2006, tỷ lệ lãi ròng của tờ Mercury News đã giảm xuống thành 9%, doanh thu hàng năm đã giảm xuống thành 235 triệu Mỹ kim, trong số đó 18 triệu là do mục tuyển dụng, và lãi ròng là 22 triệu Mỹ kim.

### Thời Digital First sở hữu

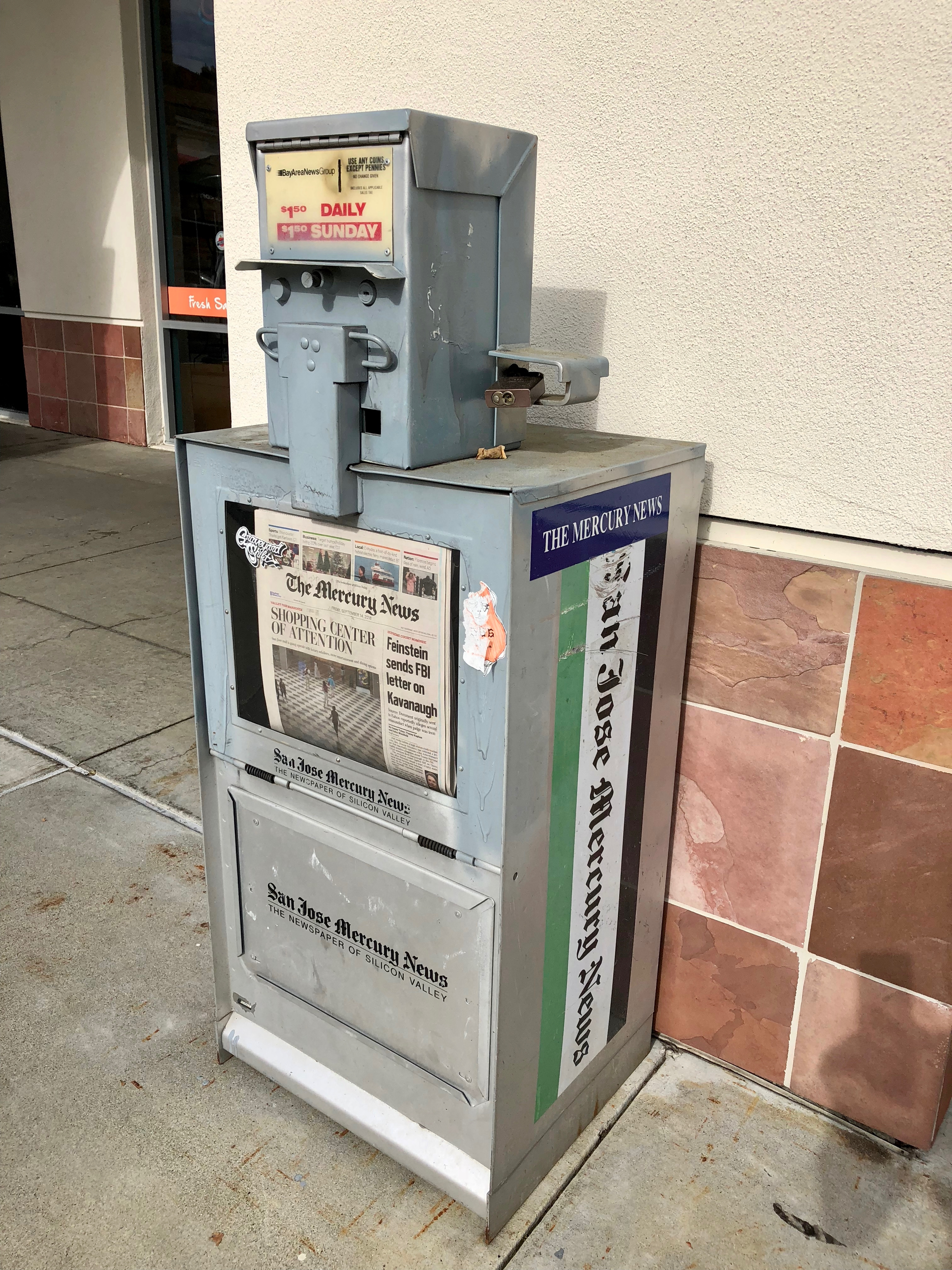
Biểu trưng "The Mercury News" màu xanh được dán vào các máy bán tờ San Jose Mercury News.

Ngày 13 tháng 3 năm 2006, Công ty McClatchy mua Knight Ridder với giá 4,5 tỷ Mỹ kim. McClatchy ngạc nhiên bán ngay Mercury News và 11 tờ báo khác. Có tin đồn rằng việc bán lại Mercury News là do công đoàn mạnh mẽ tại tờ báo. Ngày 26 tháng 4, Tập đoàn MediaNews của Denver (nay là Digital First Media) tuyên bố mua Mercury News, hai tờ báo California khác, và tờ St. Paul Pioneer Press, với giá 1 tỷ Mỹ kim, và ba tờ báo California sẽ được quản lý bởi Hội chung vốn Tờ báo California (California Newspapers Partnership, CNP). Tuy nhiên, ngày 12 tháng 6 năm 2006, Bộ Tư pháp Hoa Kỳ trì hoãn quá trình mua báo để xem lại có vấn đề độc quyền vì MediaNews sở hữu nhiều tờ báo trong vùng.
Chính quyền tán thành và MediaNews tuyên bố mua các tờ báo ngày 2 tháng 8 năm 2006; tuy nhiên có vụ kiện tháng 7 năm 2006 cho rằng MediaNews và Hearst Corporation đã vi phạm luật chống độc quyền. Vụ kiện này nhằm mục đích hoàn tác vụ mua cả tờ Mercury News và tờ Contra Costa Times. Ngày 25 tháng 4, chỉ vài ngày trước khi tòa án dự định nghe vụ kiện, các bên giải quyết vụ kiện và MediaNews được phép giữ các tờ báo đã mua. Tờ Mercury News và tờ Contra Costa Times được quản lý bởi công ty con địa phương của CNP, Tập đoàn Tin tức Vùng Vịnh (Bay Area News Group, BANG). Đồng thời, các tờ Mercury News tiếp tục thả thêm nhân viên. Vào khoảng tháng 12 năm 2016, 101 nhân viên bị thả, bao gồm 40 nhân viên trong phòng báo.
Năm 2013, Tập đoàn MediaNews và 21st Century Media sáp nhập thành Digital First Media. Tháng 6 năm 2014, các hoạt động ấn hành tờ Mercury News và các nhật báo khác di chuyển đến các nhà máy BANG tại Concord và Hayward. Tháng 9 năm đó, tờ Mercury News bỏ trụ sở lớn tại Bắc San Jose và trở lại trung tâm thành phố San Jose. Theo nhà xuất bản, nhà máy quá lớn trong khi hoạt động tờ báo càng thu nhỏ sau khi các hoạt động ấn hành rời khỏi San Jose và số nhân viên giảm xuống.
Ngày 5 tháng 4 năm 2016, BANG hợp nhất tờ San Mateo County Times và 14 tờ báo khác thành San Jose Mercury News. Tên tờ báo được rút ngắn thành The Mercury News.

## Trụ sở

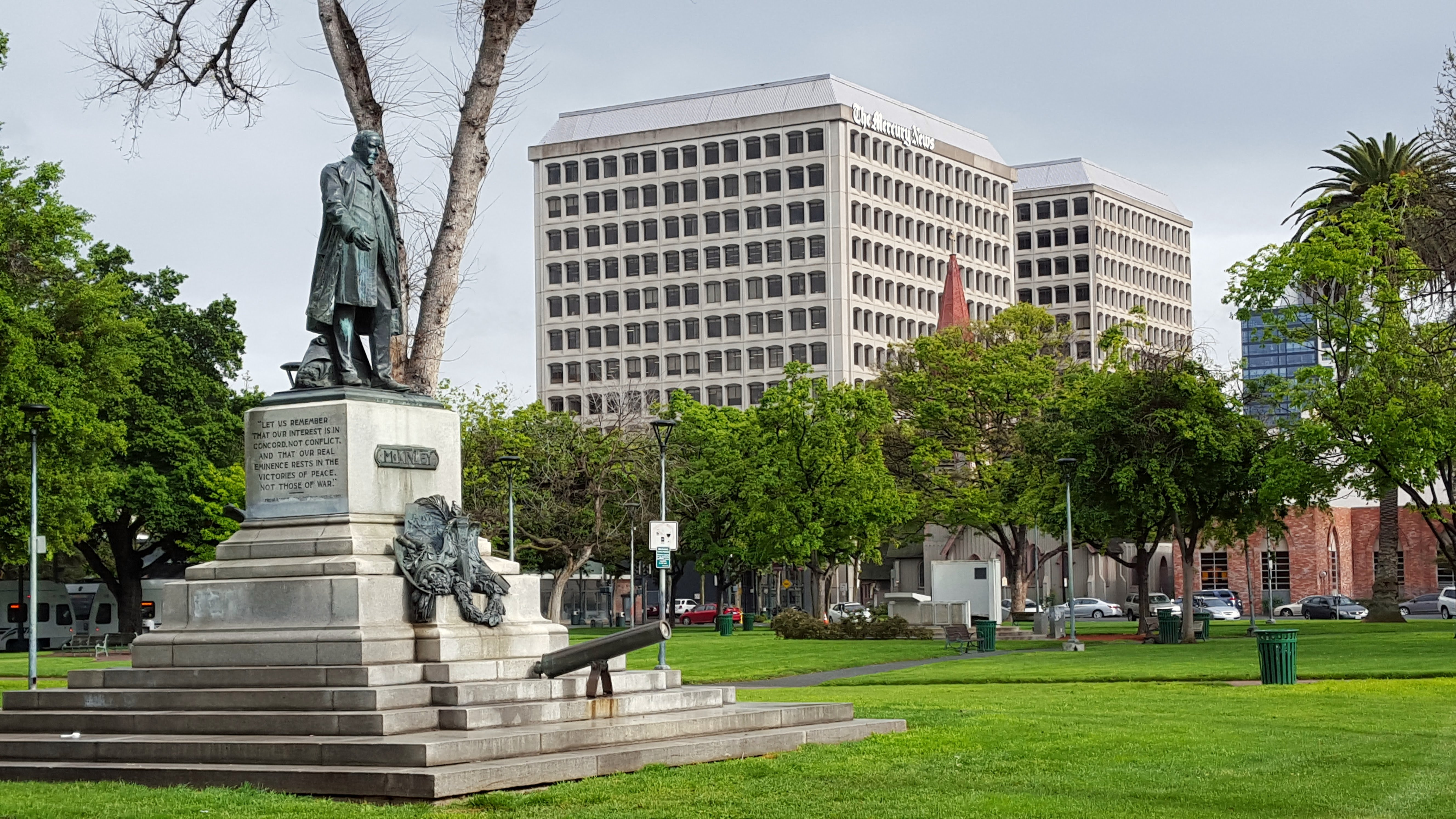
Trụ sở Mercury News tại trung tâm thành phố San Jose.

Tờ Mercury News là công ty thuê phần lớn nhất trong khu nhà văn phòng cao tầng Towers @ 2nd tại trung tâm thành phố San Jose. Các hoạt động kinh doanh chiếm lầu 7 của số 4 đường North Second Street, còn các nhà báo và điều hành viên sử dụng lầu 8. Nói chung thì văn phòng tờ báo có diện tích 3.083,1 mét vuông (33.186 foot vuông). Các hoạt động ấn hành tờ Mercury News xảy ra tại các nhà máy của Tập đoàn Tin tức Vùng Vịnh tại Concord và Hayward trong East Bay.
Ban đầu tờ Mercury và tờ News được xuất bản từ vài tòa nhà tại trung tâm San Jose. Từ tháng 2 năm 1967 đến tháng 9 năm 2014, các tờ báo được xuất bản tại một khu tòa nhà có diện tích 36 mẫu Anh (15 ha) nằm bên cạnh Đường cao tốc Nimitz (lúc đó là Xa lộ Tiểu bang 17, nay là Xa lộ Liên tiểu bang 80) trong vùng ngoại ô thuộc Bắc San Jose. Các nhân viên Web mới đầu làm việc trong phòng tin tức chính nhưng di chuyển đến trung tâm San Jose vào tháng 12 năm 1996. Sau khi tờ Mercury News trở lại trung tâm thành phố, Digital First Media bán khu tòa nhà ngoại ô cho Supermicro, công ty đó đổi tên khu thành "Supermicro Green Computing Park" (Khu điện toán xanh Supermicro).

## Trực tuyến
Tờ Mercury News có trang Web chính tại mercurynews.com, sjmercury.com, hoặc sjmn.com. Trang SiliconValley.com tập trung vào ngành kỹ thuật tại Thung lũng Điện tử. Tờ cũng xuất bản Good Morning Silicon Valley, một thư tin tức buổi sáng qua thư điện tử, về tin tức kỹ thuật. Các ứng dụng "Mercury News" và "e-Edition" có sẵn cho các thiết bị Android và iOS, cũng như cho Kindle Fire và Barnes & Noble Nook.

Dịch vụ Mercury Center ban đầu trên America Online. Tuy các tính năng cần đăng ký mua được nhiều người dùng ưa thích, như "News Library" (Thư viện Tin tức), Mercury Center làm nổi nội dung từ tờ báo giấy, như bài tin tức và thể thao.

Tờ Mercury News là một trong những nhật báo Mỹ đầu tiên có dịch vụ trực tuyến và là nhật báo đầu tiên cung cấp bài báo đầy đủ và tin nóng trực tuyến. Năm 1990, biên tập viên Robert Ingle gửi bản báo cáo cho Tony Ridder, lúc đó là chủ Knight Ridder, về tương lai của công ty về phương tiện điện tử sau khi Viewtron bị thất bại bốn năm trước. Ông Ingle đề nghị cung cấp dịch vụ trực tuyến Mercury Center (Trung tâm Mercury) sử dụng nội dung tờ báo để hội họp các cộng đồng quan tâm (community of interest). Dịch vụ này mở cửa trên dịch vụ America Online (AOL) ngày 10 tháng 5 năm 1993, tại từ khóa AOL MERCURY. Đây là dịch vụ tin tức thứ hai trên AOL, sau khi tờ Chicago Tribune mở Chicago Online (Chicago Trực tuyến) năm 1992.
Tờ báo gửi các ổ đĩa mềm cho những người mua báo để giúp họ truy cập Mercury Center. Dịch vụ có rất nhiều nội dung miễn phí: cùng nội dung với tờ báo giấy, các phương tiện bổ sung như tài liệu và đoạn âm thanh, giá cả chứng khoán, và vào khoảng 200 bài tin mà tờ báo giấy không có đủ khoảng cách để in. Một diễn đàn cho phép độc giả trò chuyện với nhau và gửi phản hồi cho các phóng viên. Tuy nhiên, những người dùng ưa thích các tính năng chi phí nhiều hơn: kho lưu trữ các số từ 1985 trở về sau và dịch vụ trích dẫn bài báo "NewsHound" đều được những người dùng kinh doanh ưa thích. Độc giả có thể nhập các mã số xuất hiện trong tờ báo giấy để nhanh chóng truy cập các bài tin chỉ có sẵn trực tuyến. Ví dụ có thể nhập N620 để đọc một bài trong phần tin tức hoặc B770 để đọc một thông cáo báo chí trong phần thương mại. Các nhân viên Mercury Center bao gồm cả nhà báo và những "người gửi" đăng các thông cáo báo chí bên cạnh nội dung chất lượng cao của phóng viên.
Ban đầu, dịch vụ khó thu hút người dùng, nên tờ báo thiết lập số điện thoại và điện thư với tên News Call vào tháng 11 năm 1993. Tính đến đầu năm 1994, Mercury Center đã thêm 5.100 người dùng vào AOL, tức không tới 20% của 30.000 người dùng AOL trong Khu vực vịnh San Francisco và không tới 2% của 282.488 người mua tờ Mercury News hàng ngày.
Tháng 12 năm 1994, tờ Mercury News bắt đầu thử nghiệm beta một trang Web với tên Mercury Center Web; trang này trở thành trang Web tin tức đầu tiên của nước Mỹ khi chính thức mở cửa ngày 20 tháng 1 năm 1995. Những người dùng không còn phải trả phí AOL để truy cập nội dung trực tuyến của tờ, và tờ không còn phải chia sẻ doanh thu quảng cáo với AOL. Trang Web chạy trên máy chủ Netsite do Netscape phát triển, và hãng Netcom cung cấp dịch vụ Internet. Người dùng phải trả 4,95 đô la Mỹ hàng tháng để truy cập trang, nhưng họ hạ giá cho những người cũng mua tờ báo giấy. Tháng 10 năm 1995, CareerBuilder.com mở cửa do các tờ Boston Globe, Chicago Tribune, Los Angeles Times, Mercury News, New York Times, và Washington Post tham gia. Mercury Center đóng cửa dịch vụ AOL vào tháng 7 năm 1996 để tập trung vào trang Web.
Tháng 8 năm 1996, tờ Mercury News xuất bản sê-ri bài "Dark Alliance", trong đó phóng viên Gary Webb cho rằng CIA dính líu buôn lậu cocain (xem § Tranh luận). Tờ quảng cáo sê-ri trên các nhóm tin tức Usenet vài tuần trước tiên. Mercury Center xuất bản các bài tin và tài liệu bổ sung trực tuyến cùng lúc với tờ báo giấy. Phiên bản trực tuyến có lượng cao và thu hút nhiều quan tâm từ khắp nước Mỹ. Trong vài ngày, hơn 2.500 trang đã đặt liên kết đến phần "Dark Alliance" của Mercury Center, và trong thời gian vài tuần, trang Web đạt 100.000 lượt xem trang hàng ngày hơn số lượt xem bình thường. Biên tập viên Jerry Ceppos cuối cùng phải cách biệt tờ báo khỏi sê-ri vì các câu hỏi về sự chính xác của nó, nhưng nó vẫn tiếp tục thu hút quan tâm trên Web, nhất là do những người đưa ra thuyết âm mưu trực tuyến.
Ngày 26 tháng 10 năm 1999, nhà bình luận kỹ thuật Dan Gillmor bắt đầu viết blog có tên eJournal trên trang SiliconValley.com của tờ báo. Blog này được coi là blog đầu tiên do một nhà báo viết. Vào những năm 2000, các nhà bình luận Tim Kawakami và John Paczkowski cũng viết blog cho tờ báo.
Người ta có thể tìm kiếm miễn phí các bài báo từ tháng 6 năm 1985 trên trang Web của tờ Mercury News. Văn bản đầy đủ có sẵn trong các cơ sở dữ liệu chi phí NewsLibrary và NewsBank. NewsBank cũng có văn bản đầy đủ của các bài báo từ 1886 đến 1922. Trang của Thư viện Công cộng San José có hàng ngàn bài trích dẫn từ 1920 đến 1979. Phần lớn blog eJournal của ông Gillmor được lưu trữ trên trang Bayosphere.

## Giải thưởng
Tờ báo đã đoạt vài giải thưởng. Nó đã đoạt giải Pulitzer hai lần, một lần vào năm 1986 vì các bài báo về tham nhũng chính trị trong chính quyền Ferdinand Marcos tại Philippines, và lần thứ hai vào năm 1990 vì các bài báo toàn diện về động đất Loma Prieta 1989. Phó biên tập viên David Yarnold vào vòng chung kết cho giải Pulitzer năm 2004 vì nghiên cứu về tham nhũng địa phương. Tờ Mercury News cũng được liệt kê trong danh sách năm tờ báo có thiết kế đẹp nhất trên thế giới của Hiệp hội vì Thiết kế Tin tức (Society for News Design) vì các thiết kế năm 2001.
Trang Web của Mercury News đoạt giải EPpy các năm 1996, 1999, 2009, 2013, và 2014.

## Tranh luận
Tháng 8 năm 1996, tờ Mercury News xuất bản sê-ri bài "Dark Alliance", trong đó phóng viên Gary Webb cho rằng các thành viên Contras, một nhóm chống chính phủ Nicaragua được hỗ trợ bởi Cơ quan Tình báo Trung ương, đã dính líu vào việc buôn lậu cocain vào nước Mỹ để kiếm tiền, và vì vậy là một nguyên nhân lớn của vụ crack epidemic vào những năm 1980. (Xem bài CIA dính líu buôn lậu cocain.) Sê-ri này dẫn đến ba cuộc điều tra bởi chính quyền liên bang, nhưng các báo chí khác như Los Angeles Times ra các bài cho rằng các lời kết luận của sê-ri bị phóng đại. Chủ báo Jerry Ceppos, người cho phép xuất bản sê-ri, cuối cùng phải viết bài công nhận những điều thiếu sót trong quá trình viết, biên soạn, và chuẩn bị sê-ri nhưng tiếp tục cho rằng câu chuyện này chính xác "về nhiều mặt quan trọng". Năm 1998, ông Webb ra sách cùng tên phỏng theo sê-ri, và sách Kill the Messenger năm 2006 kể tranh luận về sê-ri. Cả hai tác phẩm là nền của phím Kill the Messenger năm 2004.

## Nhân vật nổi tiếng
- Lamberto Alvarez –  nghệ sĩ
- Scott Apel –  nhà bình luận điện ảnh; tác giả khoa học viễn tưởng
- Dwight Bentel –  phóng viên Mercury Herald
- Ryan Blitstein –  phóng viên kinh doanh; người điều hành tổ chức phi lợi nhuận
- Howard Bryant –  phóng viên kỹ thuật và thể thao
- Ric Bucher –  phóng viên; xưởng ngôn viên bóng rổ trên radio
- Stephen Butler –  nhà bình luận tài chính
- Lou Cannon –  phóng viên
- John Canzano –  nhà bình luận thể thao
- Pete Carey –  phóng viên đoạt giải Pulitzer
- Denis Collins –  phóng viên
- Tim Cowlishaw –  nhà bình luận thể thao
- Penny De Los Santos –  nhà nhiếp ảnh
- Diana Diamond –  nhà xã luận
- Hannah Dreier –  phóng viên
- Sandra Eisert –  nhà nhiếp ảnh đoạt giải Pulitzer và giám đốc thiết kê của tạp chí West
- Katherine Ellison –  phóng viên đoạt giải Pulitzer
- Steve Fainaru –  phóng viên nghiên cứu
- Dan Gillmor –  nhà bình luận kỹ thuật và người viết blog
- Susan Goldberg –  biên tập viên Mercury News
- Pedro Gomez –  nhà bình luận bóng chày
- Minal Hajratwala –  nhà báo; nhà hoạt động quyền queer
- Jay T. Harris –  chủ tịch và chủ báo Mercury News
- Everis A. Hayes –  chủ và chủ báo Mercury Herald; hạ nghị sĩ đảng Cộng hòa từ California
- David E. Hoffman –  phóng viên
- David Cay Johnston –  phóng viên
- Tim Kawakami –  nhà bình luận thể thao
- Jeffrey Bruce Klein –  biên tập viên tạp chí West; phóng viên nghiên cứu
- Robert Lindsey –  phóng viên; tác giả viết về phạm tội
- Steve Lopez –  nhà báo
- Michael S. Malone –  phóng viên kỹ thuật
- Gerald Nachman –  nhà phê bình TV của tờ Mercury
- Nguyễn Xuân Hoàng –  biên tập viên Việt Mercury; nhà văn
- James Jerome Owen –  chủ báo Mercury; hạ nghị sĩ các Tiểu bang New York và California thuộc đảng Cộng hòa[76]
- John Paczkowski –  người viết blog về kỹ thuật
- Michael Rezendes –  phóng viên
- Lewis M. Simons –  phóng viên đoạt giải Pulitzer
- Susan Slusser –  nhà bình luận bóng chày
- Rebecca Smith –  phóng viên
- Timothy Taylor –  nhà xã luận
- Gary Webb –  phóng viên nghiên cứu gây tranh luận
- Troy Wolverton –  nhà bình luận kỹ thuật
- David Yarnold –  phó chủ tịch Mercury News; nhà hoạt động môi trường